# Михайлов, Лазарь Андреевич
Лазарь Андреевич Миха́йлов (1911—2004) — советский инженер-конструктор. Кандидат технических наук. Лауреат Сталинской премии III степени.

## Биография
Родился 28 марта (10 апреля) 1911 года в деревне Большие Токташи (ныне Аликовский район, Чувашия). Учился в Норусовской школе II ступени, окончил Ядринский педтехникум.
С 1930 года работал корректором, литературным редактором, техническим редактором и заведующим производством Самарского отделения Центрального издательства народов СССР.
Работал выпускающим редактором чувашских газет. В 1932—1933 годах работу в отделении издательства совмещал с учёбой в Куйбышевском индустриальном институте, который окончил в 1936 году. В 1936 был направлен на ЧТЗ начальником электротехнеской лаборатории.
После войны работал главным инженером НИИ Челябинского совнархоза, руководителем службы технической информации и стандартизации. Работал на Челябинском тракторном заводе начальником лаборатории (1936—1945), цеха термической обработки деталей токами высокой частоты (1945—1948) и на других должностях; внедрил в производство ряд техническх усовершенствований и изобретений.
В 1952—1959 и 1963—1974 годах на Челябинском заводе электромашин: заместитель главного инженера, главный инженер, в 1959—1963 годах главный инженер Управления электротехнической и приборостроительной промышленности Южно-Уральского совнархоза. В 1974—1991 годах в специальном конструкторском бюро «Ротор» (Челябинск).
Автор свыше 20 научных работ. Участвовал в выполнении задания по созданию атомной бомбы. Участник I конгресса Международной федерации по автоматическому управлению (1960).

Умер 5 мая 2004 года в Челябинске.

## Награды и премии
- Сталинская премия III степени (1951) — за участие в разработке бародатчика и системы приема давления (в числе лиц, удостоенных премий за разработку конструкции изделий РДС с уменьшенным весом и разработку конструкции с составным зарядом; см. Сталинские премии по Постановлению СМ СССР № 4964-2148сс/оп (06.12.1951)).
- орден Трудового Красного Знамени — за участие в разработке бародатчика и системы приема давления
- медали.